# Raimundo Olabide
Raimundo Germán Olabide Karrera (Vitoria-Gazteiz, Alava, Španjolska, 15 ožujka 1869. - Toulouse, Francuska, 8. rujna 1942) bio je baskijsko-španjolski svećenik, jezikoslovac i prevoditelj, autor prvog kompletnog prijevoda Biblije na baskijski jezik.
Započeo je studije u Orduñi (Biskaja), a kasnije je ušao u isusovačku Loyolu i zaređen za svećenika 1902. Studirao je crkvene nauke u Verueli na Filipinima i Tortosi u Kataloniji, te filozofiju i pisma. Radio je kao učitelj u Valladolidu, Salamanci, Oñi i Gijonu
Unatoč gipuskoanskom podrijetlu njegovih roditelja, njegov materinji jezik bio je kastilski. Počeo je učiti baskijski u dobi od 27 godina nakon čitanja djela Artura Campiona u Salamanci.

## Radovi i prijevodi na baskijski
Godine 1914 on je preveo Duhovne vježbe Ignacija Lojolskog pod naslovom "Loyola'tar Eneko Deunaren Gogo-iñarkunak". Tri godine kasnije, objavio je kompletan rječnik   anatomijepod nazivom Giza-Sona. Bio je član Kraljevske akademije baskijskog jezika od njena osnutka 1919. godine.
Godine 1920. njegov prijevod objavljen je njegov prijevod na baskijski de Kempisovog "Nasljeduj Krista"  s naslovom Kisto'ren Antz-bidea, a sljedeće godine je inicirao prijevod Biblije. Novi zavjet je radio deset godina, i to je objavljeno 1931. u Bilbau. Odmah nakon protjerivanja isusovaca, on se sklonio u Ssvetište   Aránzazu (Gipuskoa), gdje je posvetio četiri godine prijevodu Starog zavjeta.
Potpuni Olabideov prijevod Biblije nije objavljen sve do 1958, i očit je   priliv purizma, kao i veliko znanje o rječniku kojeg je izradio Azkue.